# Polisportiva Follonica 1978
Questa voce raccoglie le informazioni riguardanti la Polisportiva Follonica nelle competizioni ufficiali della stagione 1978.

## Maglie e sponsor
Lo sponsor ufficiale per la stagione 1978 fu Calcobel.
| 1ª divisa |

## Rosa
| N° | Naz.              | Ruolo | Sportivo           |  |  |  |
| -- | ----------------- | ----- | ------------------ |  |  |  |
|    | Italia (bandiera) | P     | Claudio Anedda     |  |  |  |
|    | Italia (bandiera) | E     | Emilio Artini      |  |  |  |
|    | Italia (bandiera) | E     | Piero Ballati      |  |  |  |
|    | Italia (bandiera) | E     | Carlo Bernardeschi |  |  |  |
|    | Italia (bandiera) | E     | Bianchi            |  |  |  |
|    | Italia (bandiera) | E     | Bruno Bigazzi      |  |  |  |
|    | Italia (bandiera) | E     | Mario Esposto      |  |  |  |
|    | Italia (bandiera) | E     | Fraternale         |  |  |  |
|    | Italia (bandiera) | E     | Massimo Gaeta      |  |  |  |
|    | Italia (bandiera) | E     | Raul Micheli       |  |  |  |
|    | Italia (bandiera) | E     | Claudio Migliorini |  |  |  |
|    | Italia (bandiera) | P     | Federico Paghi     |  |  |  |
|    | Italia (bandiera) | E     | Adriano Pietrini   |  |  |  |
|    | Italia (bandiera) | E     | Salvadori          |  |  |  |

- Allenatore: